# Espacio porta
En histología del hígado, los espacios porta son estructuras tubulares  tridimensionales, de tejido conjuntivo fibroso, situados en la periferia de los lobulillos hepáticos. Se originan en el hilio del hígado y se distribuyen en el interior de este órgano, siguiendo un patrón de ramificación sucesivo.
Cada uno de los espacios porta contiene una tríada porta, integrada por: una arteriola rama de la arteria hepática, una rama de la vena porta hepática, un conductillo biliar.

## Descripción

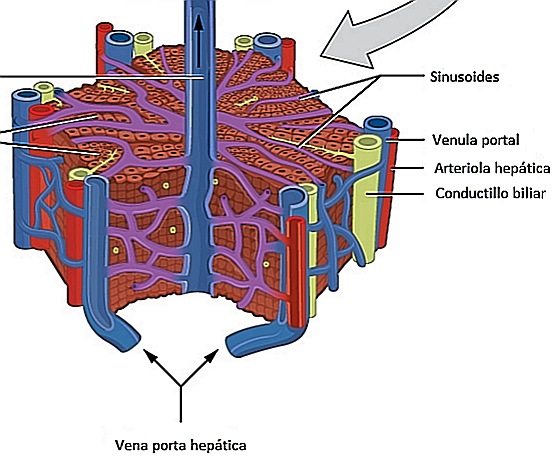
Tríada porta (flecha gris) en la periferia del lobulillo prismático hexagonal. En rojo arteriolas ramas de la arteria hepática. En verde conductos biliares.

Si consideramos el lobulillo hepático tridimensional, que posee forma de prisma hexagonal, como la unidad funcional del hígado, los espacios porta se ubican en las seis aristas de la periferia.
Los espacios porta son pequeños conductos de tejido conjuntivo fibroso, que se originan en el hilio del hígado (cápsula de Glisson) y se distribuyen en el interior de este órgano, según un patrón de ramificación progresivo.

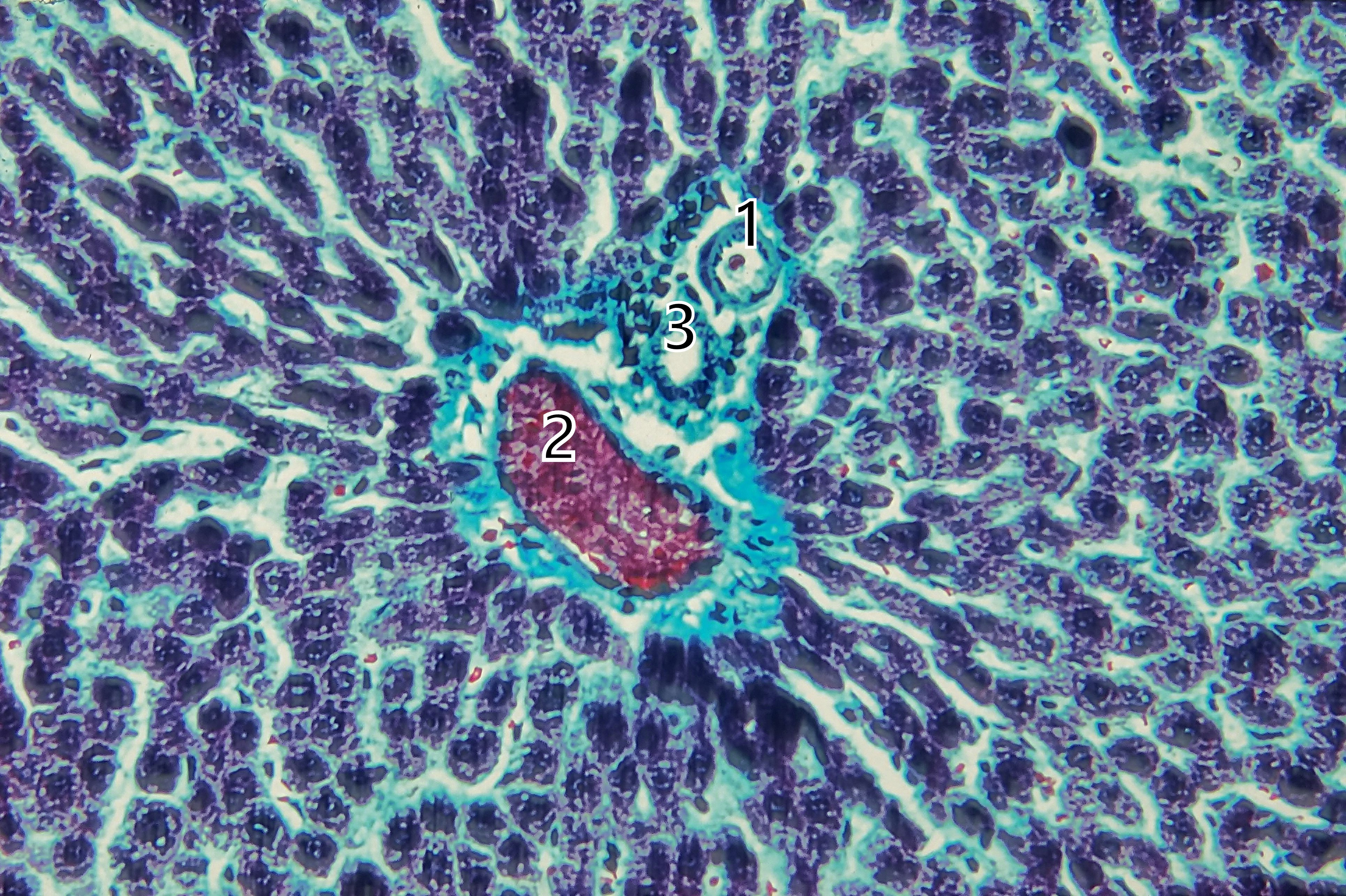
Espacio porta del hígado de una rata 1: Rama de la arteria hepática. 2: Rama de la vena porta. 3: Conducto biliar.

En su espesor llevan las ramificaciones de: la arteria hepática, de la vena porta, del conducto biliar, de vasos linfáticos y de fibras nerviosas.

### Fisiología
La convergencia de los conductillos biliares de los espacios porta da lugar al conducto hepático por el que drena la bilis hacia el duodeno.
La sangre fluye desde los espacios porta (PT) hasta las  vena centro-lobulillar, también denominada vénula hepática terminal (CV/THV).
La Presión media de la sangre en la vena porta es de 10mm Hg y en la arteria hepática 90mm Hg.
La Resistencia en estos vasos proximales periportales es muy superior a la de los vasos más distales centro-lobulillares.

## Espacio periportal

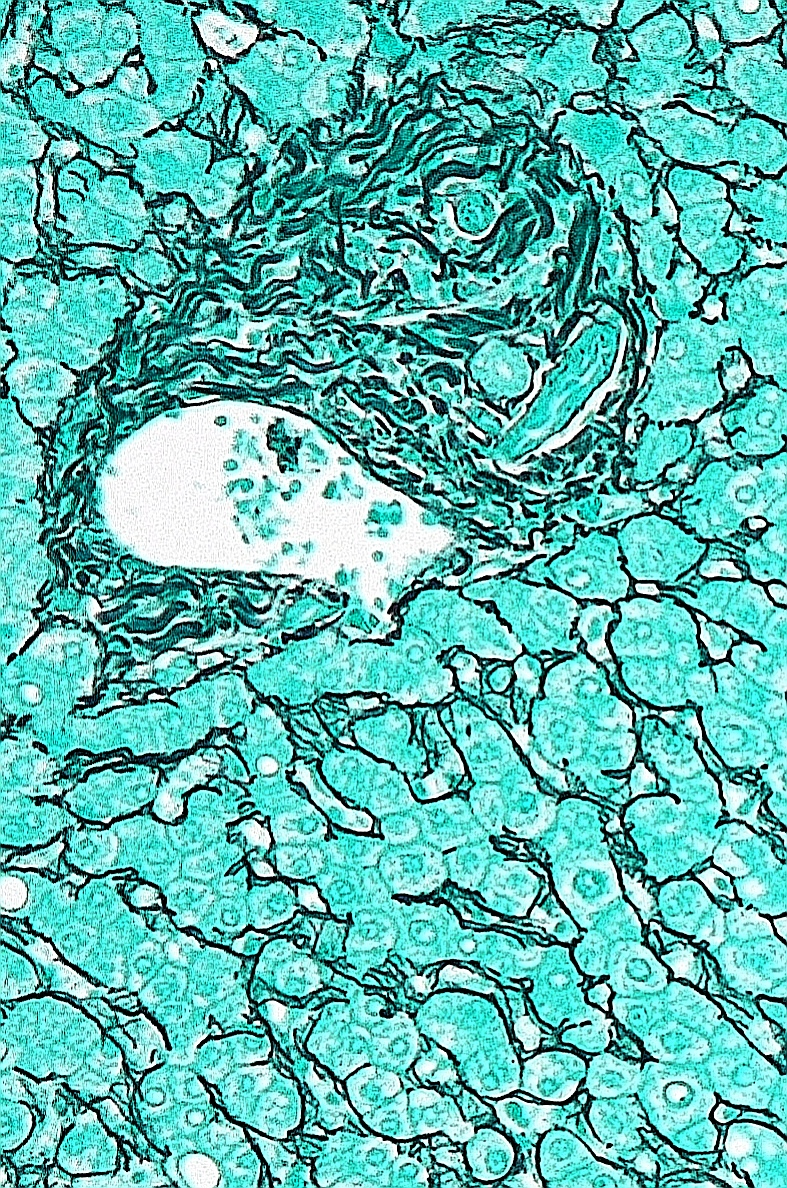
Espacio porta perilobulillar 2D (arriba). Fibras de Reticulina (en negro). Cordones de Hepatocitos (en verde). Microscopio óptico.

Se llama espacio periportal, de Mall o de Kiernan, a la zona estrecha en forma de cuña que rodea la "tríada porta". Es la continuación de la vaina de Glisson, la parte de la cápsula que rodea el sistema porta y se extiende dentro del espesor del hígado.

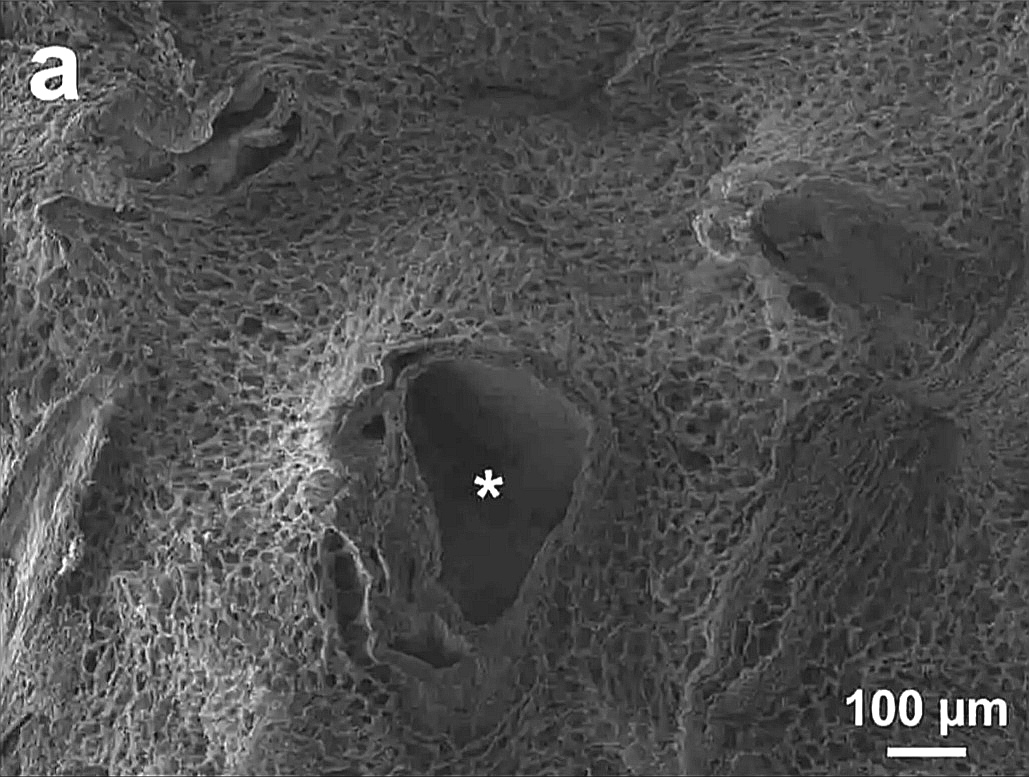
Espacio porta 3D (asterisco). Solo se ven fibras conjuntivas en un hígado sin células. Microscopio electrónico de barrido.

El espacio peri-portal (PPS) es tejido conjuntivo laxo, constituido por células y fibras. Las células son fibroblastos y las fibras principales de la matriz extracelular (ECM en inglés), son tipos de colágeno, colágeno tipo I, colágeno tipo III, colágeno tipo IV, además de fibronectina, elastina, laminina y glucosaminoglucano.
El tejido periportal sirve de soporte y armazón a: la tríada portal, los nervios y los linfáticos que siguen este camino de tejido conectivo a través del hígado.

## Patología
Algunas de las patologías que pueden ocupar la vía periportal de diseminación, son líquido (edema), sangre, procesos inflamatorios, infiltraciones tumorales y aire.